# Stiropius facialis
Stiropius facialis är en stekelart som beskrevs av Van Achterberg 1995. Stiropius facialis ingår i släktet Stiropius och familjen bracksteklar. Inga underarter finns listade i Catalogue of Life.